# KK Vojvodina Srbijagas
El KK Vojvodina Srbijagas (en serbi: Košarkaški klub Vojvodina Srbijagas / Кошаркашки клуб Војводина Србијагас) va ser un club de basquetbol de la ciutat de Novi Sad, Sèrbia.
El club es va fundar el 2000 quan la petroliera multinacional Naftna Industrija Srbije, amb seu a Novi Sad, va comprar els drets de la difunta KK Beobanka de Belgrad. Així es va crear KK NIS Vojvodina abans de l'inici de la temporada 2000-01.
Després de l'escissió de Sèrbia i Montenegro, l'equip va començar a participar en la lliga sèrbia, canviant el seu nom el 2006 per KK Vojvodina Srbijagas. L'estiu del 2011 va incorporar el KK Novi Sad.
A l'estiu del 2016, però, el KK Vojvodina Srbijagas va entrar en fallida i posteriorment va ser dissolt.